# Bolsterlang
Bolsterlang là một đô thị ở Oberallgäu bang Bayern thuộc nước Đức.